# Бад Фисинг
Бад Фисинг (њем. Bad Füssing) општина је у њемачкој савезној држави Баварска. Једно је од 38 општинских средишта округа Пасау. Према процјени из 2010. у општини је живјело 6.700 становника. Посједује регионалну шифру (AGS) 9275116.

## Географски и демографски подаци
Бад Фисинг се налази у савезној држави Баварска у округу Пасау. Општина се налази на надморској висини од 320 метара. Површина општине износи 55,1 km². У самом мјесту је, према процјени из 2010. године, живјело 6.700 становника. Просјечна густина становништва износи 122 становника/km².